# Quadrispora oblongispora
Quadrispora oblongispora är en svampart som först beskrevs av G.W. Beaton, Pegler & T.W.K. Young, och fick sitt nu gällande namn av Bougher & Castellano 1993. Quadrispora oblongispora ingår i släktet Quadrispora och familjen spindlingar.   Inga underarter finns listade i Catalogue of Life.